# Oleksiy Haï
Oleksiy Anatoliyovitch Haï (en ukrainien : Олексій Анатолійович Ґай) est un footballeur international ukrainien né le 6 novembre 1982 à Zaporijia. Évoluant au poste de milieu relayeur.

## Palmarès
Shakhtar Donetsk
- Champion d'Ukraine en 2002, 2008, 2010, 2011, 2012 et 2013

- Vainqueur de la Coupe d'Ukraine en 2008 et 2012[N 1]

- Vainqueur de la Supercoupe d'Ukraine en 2008[N 2]

- Vainqueur de la Coupe UEFA en 2009

1. ↑  Bien qu'il ait participé au parcours victorieux du Shakthar durant les éditions 2002, 2004, 2011 et 2013 de la Coupe d'Ukraine, Haï n'a pas disputé les finales de ces coupes. Quant à l'édition 2001 que le Shakthar a gagné aussi, il n'a joué pendant aucun tour.
2. ↑  Oleksiy Haï n'a pas joué les éditions 2010 et 2012 de la Supercoupe d'Ukraine, également remportées par le Shakthar.

## Statistiques

### Statistiques détaillées par saison
Le tableau ci-dessous récapitule les statistiques en match officiel de Oleksiy Haï, :
| Saison                | Club                  | Championnat           | Championnat | Championnat | Coupe(s) nationale(s) | Coupe(s) nationale(s) | Compétition(s) continentale(s) | Compétition(s) continentale(s) | Compétition(s) continentale(s) | Total | Total |
| Saison                | Club                  | Division              | M.          | B.          | M.                    | B.                    | Comp.                          | M.                             | B.                             | M.    | B.    |
| 2000-2001             | Shakhtar              | 1                     | 3           | 0           | -                     | -                     | -                              | -                              | -                              | 3     | 0     |
| 2001-2002             | Shakhtar              | 1                     | 7           | 1           | 2                     | 0                     | -                              | -                              | -                              | 9     | 1     |
| 2002-2003             | Shakhtar              | 1                     | 29          | 5           | 4                     | 0                     | C1+C3                          | 2+2                            | 0+0                            | 37    | 5     |
| 2003-2004             | Shakhtar              | 1                     | 15          | 2           | 2                     | 0                     | C1+C3                          | 4+2                            | 0+0                            | 23    | 2     |
| 2004-2005             | Illichovets           | 1                     | 26          | 3           | 3                     | 1                     | C3                             | 2                              | 0                              | 31    | 4     |
| 2005-2006             | Illichovets           | 1                     | 29          | 8           | 6                     | 4                     | -                              | -                              | -                              | 35    | 12    |
| 2006-2007             | Shakhtar              | 1                     | 18          | 1           | 6                     | 0                     | C1+C3                          | 2+3                            | 0+0                            | 29    | 1     |
| 2007-2008             | Shakhtar              | 1                     | 14          | 2           | 5                     | 2                     | -                              | -                              | -                              | 19    | 4     |
| 2008-2009             | Shakhtar              | 1                     | 16          | 2           | 5                     | 0                     | C1+C3                          | 3+6                            | 0+0                            | 30    | 2     |
| 2009-2010             | Shakhtar              | 1                     | 13          | 1           | 2                     | 0                     | C1+C3                          | 2+6                            | 0+3                            | 23    | 4     |
| 2010-2011             | Shakhtar              | 1                     | 11          | 0           | 1                     | 0                     | C1                             | 6                              | 0                              | 18    | 0     |
| 2011-2012             | Shakhtar              | 1                     | 9           | 0           | 4                     | 0                     | -                              | -                              | -                              | 13    | 0     |
| 2012-2013             | Shakhtar              | 1                     | 6           | 0           | 2                     | 1                     | -                              | -                              | -                              | 8     | 1     |
| 2013-2014             | Odessa                | 1                     | 25          | 3           | 3                     | 0                     | C3                             | 13                             | 3                              | 41    | 6     |
| 2015-2016             | FK Qabala             | 1                     | 2           | 0           | -                     | -                     | C3                             | 3                              | 0                              | 5     | 0     |
| Total sur la carrière | Total sur la carrière | Total sur la carrière | 221         | 28          | 45                    | 8                     | -                              | 53                             | 6                              | 319   | 42    |

### But international
| No | Date        | Lieu                            | Adversaire | Résultat | Compétition                             |
| -- | ----------- | ------------------------------- | ---------- | -------- | --------------------------------------- |
| 1  | 6 juin 2009 | Stade Maksimir, Zagreb, Croatie | Croatie    | 2-2      | Éliminatoires de la Coupe du monde 2010 |